# 棉花坡镇
棉花坡镇，是中华人民共和国四川省泸州市纳溪区曾经下辖的一个镇。2019年12月，撤销棉花坡镇，将原棉花坡镇安富村和东升街道五顶村所属行政区域划归永宁街道管辖,将原棉花坡镇朝阳社区、竹林村、方水村、柑湾村所属行政区域划归东升街道管辖,将原棉花坡镇金凤村、龙蟠村、伏龙村、高洞村、韩桥村、棋盘村所属行政区域划归新乐镇管辖。

## 行政区划
棉花坡镇撤销前下辖以下地区：
五顶山社区、五顶村、大溪村、柿子村、九川村、大林村、竹林村、方水村、柑湾村、安富村、朱坪村、龙蟠村、韩桥村、棋盘村、伏龙村、高洞村和金凤村。